# Cornill Schut
Cornill Schut è un'opera di Antonio Smareglia su libretto di Luigi Illica. Fu rappresentata per la prima volta al Teatro Nazionale di Praga il 20 maggio 1893 in una traduzione ceca di Václav Juda Novotný. Il successivo 6 giugno fu rappresentata a Dresda alla Hofoper. Entrambe le rappresentazioni ebbero un grande successo. La prima rappresentazione in italiano ebbe luogo al Teatro Comunale di Trieste il 17 febbraio 1900 ed ebbe «successo splendido, con innumerevoli chiamate ad ogni atto».
L'opera in seguito venne rivista e nel 1928 andò in scena col titolo Pittori fiamminghi.

## Trama
L'azione ha luogo ad Anversa e dintorni tra il 1600 e il 1630, ed è incentrata sul personaggio del titolo, un pittore che vuole raggiungere la gloria eterna con la sua arte.

## Discografia
- I preludi dei tre atti sono presenti in: Antonio Smareglia: Ouvertures e Intermezzi; direttore Silvano Frontalini, Orchestra Sinfonica Lituana di Vilnjus; Bongiovanni GB2142 (1982).